# ريان فريكش
ريان فريكش (بالفرنسية: Rayan Frikeche)‏ هو لاعب كرة قدم مغربي من مواليد 9 أكتوبر 1991، يشغل مركز وسط ميدان بنادي أجاكسيو في الدوري الفرنسي الدرجة الثانية.

## روابط خارجية
- ريان فريكش على موقع الاتحاد الدولي (مؤرشف)  (الإنجليزية)
- ريان فريكش على موقع قاعدة بيانات كرة القدم.إي يو (الإنجليزية)
- ريان فريكش على موقع Soccerway.com (الإنجليزية)
- ريان فريكش على موقع أوليمبيديا (الإنجليزية)